# Igreja de Santa Brígida (Londres)

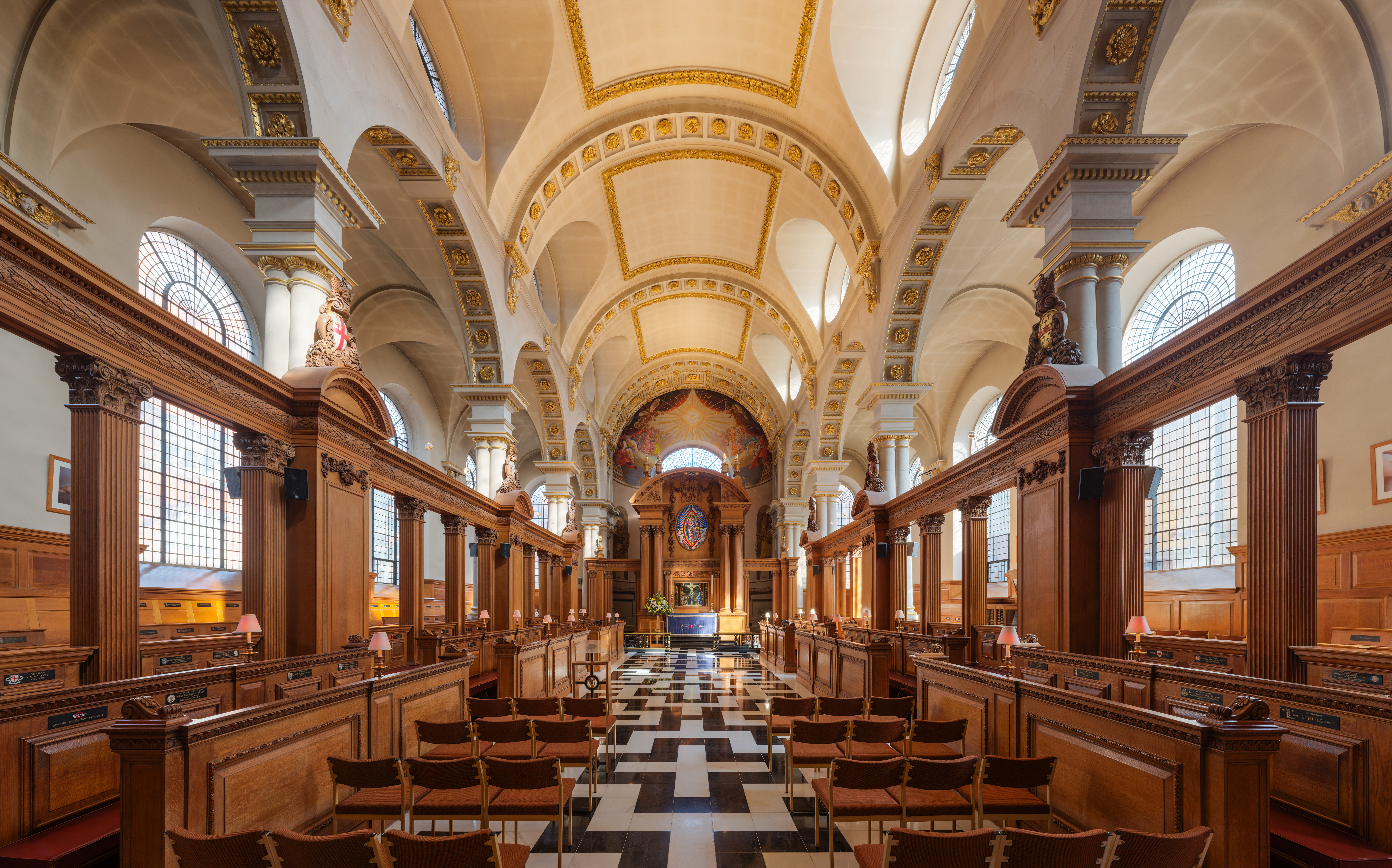
Interior da igreja, visto da nave, olhando para o leste em direção ao altar

Igreja de Santa Brígida (no original St Bride's Church) é uma igreja de Londres, Inglaterra. A encarnação mais recente do edifício foi projetada pelo arquiteto sir Christopher Wren em 1672 na Fleet Street, Cidade de Londres, embora o edifício original do arquiteto tenha sido destruído pelo fogo durante a Blitz de Londres em 1940. Devido à sua localização na Fleet Street, mantém uma longa associação com jornalistas e jornais. A igreja tem uma visão distinta do horizonte de Londres e é claramente visível em vários locais. Com 69 metros de altura, é a segunda mais alta de todas as igrejas de Wren, com apenas a Catedral de São Paulo tendo um pináculo mais alto.

## Contexto histórico

### Origens

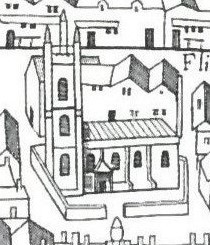
A igreja medieval do sul, como aparece no mapa Copperplate de Londres, avaliada entre 1553 e 1559

Santa Brígida pode ser uma das igrejas mais antigas de Londres, com adoração que talvez remonta à conversão dos saxões no século VII. Foi sugerido que, como o santo padroeiro é Brígida da Irlanda, pode ter sido fundada por monges celtas, missionários proselitistas dos ingleses.
A igreja atual é ao menos a sétima que já esteve no local. Tradicionalmente, foi fundada por Santa Brígida no século VI. Independentemente de ela a ter fundado pessoalmente, os remanescentes do primeiro edifício parecem ter semelhanças significativas com uma igreja do mesmo período em Kildare, Irlanda. A igreja normanda, construída no século XI, tinha tanto significado religioso quanto secular; em 1210, o rei João realizou um parlamento. Foi substituída por uma igreja maior no século XV.
A associação de Santa Brígida com o negócio de jornais começou em 1500, quando Wynkyn de Worde instalou uma prensa ao lado. Até 1695, Londres era a única cidade da Inglaterra onde a impressão era permitida por lei.

### Colônia de Roanoke
No final da década de 1580, Eleanor White, filha do artista e explorador John White, casou-se na igreja com o ladrilhador e pedreiro Ananias Dare. A filha deles, Virginia Dare, seria a primeira criança inglesa nascida na América do Norte. Nasceu na Ilha de Roanoke em 18 de agosto de 1587: "Elenora, filha do governador e esposa de Ananias Dare, uma das assistentes, deu à luz uma filha em Roanoke". A criança era saudável e "lá foi batizada no domingo seguinte, e como essa criança foi a primeira cristã a nascer na Virgínia, ela" recebeu o nome da região. Um busto moderno da mulher fica perto da fonte (uma das poucas sobreviventes da igreja original) substituindo um monumento anterior que foi roubado e não foi recuperado.[carece de fontes?]

### Grande Incêndio de Londres

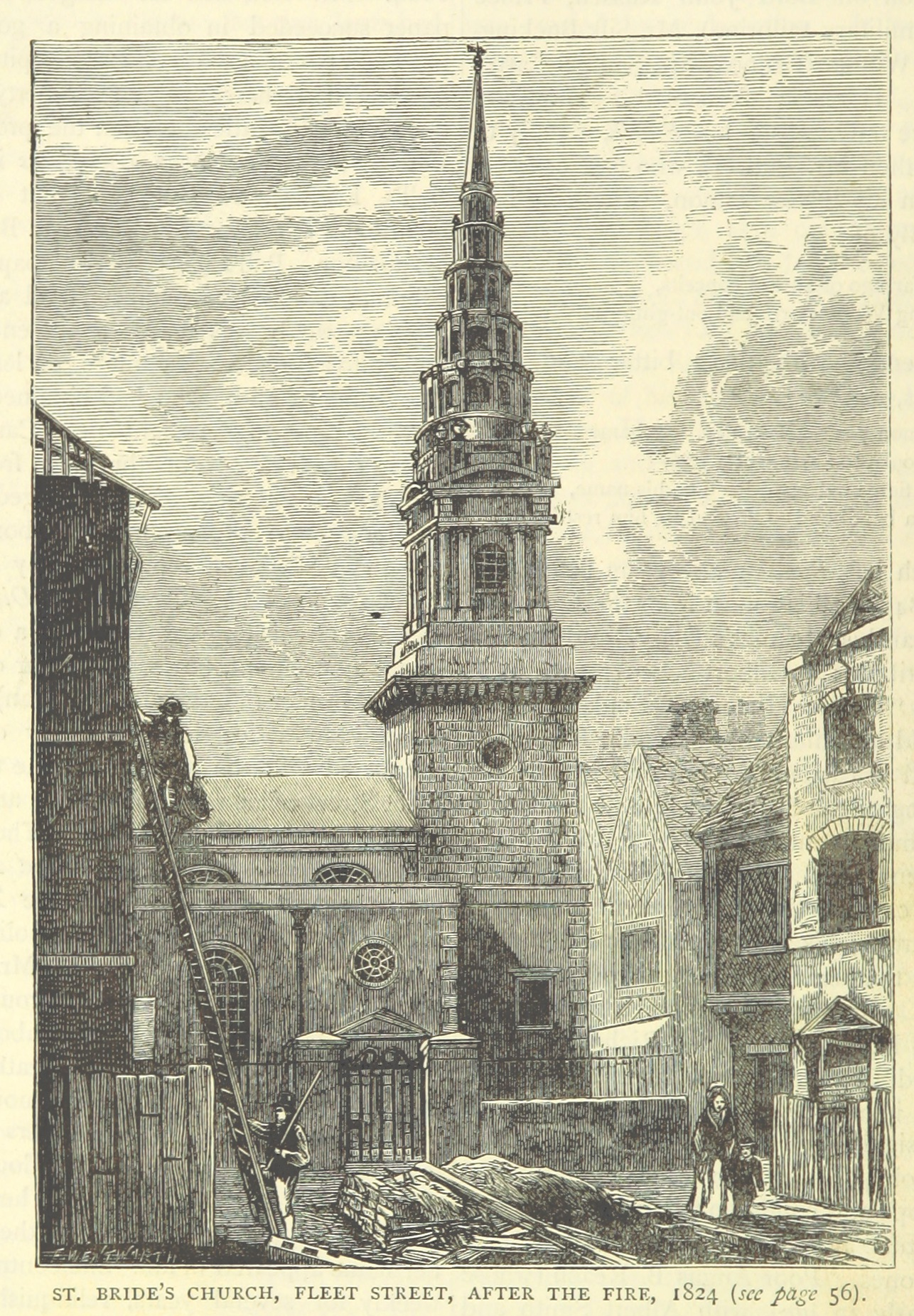
Igreja de Santa Brígida, 1824

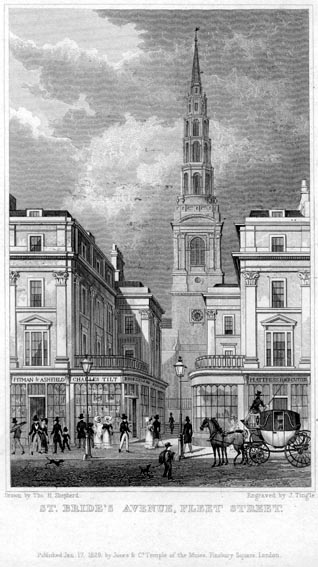
Igreja de Santa Brígida, gravura do século XIX

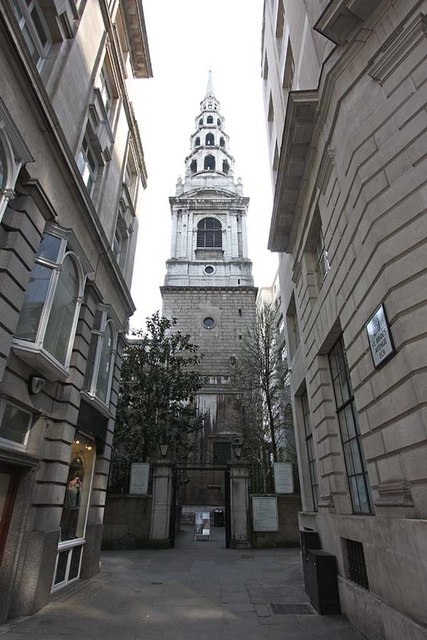
Igreja de Santa Brígida na Fleet Street

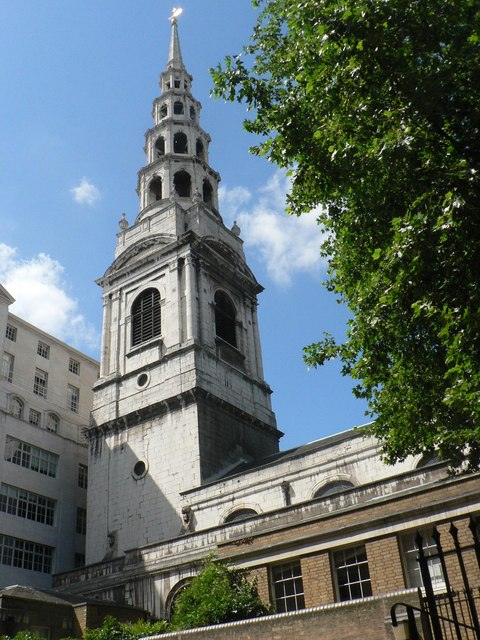
Santa Brígida em 2008

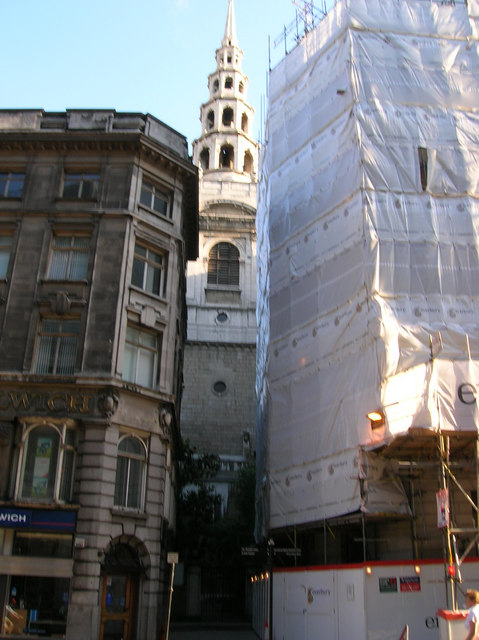
Igreja de Santa Brígida na St Bride Avenue

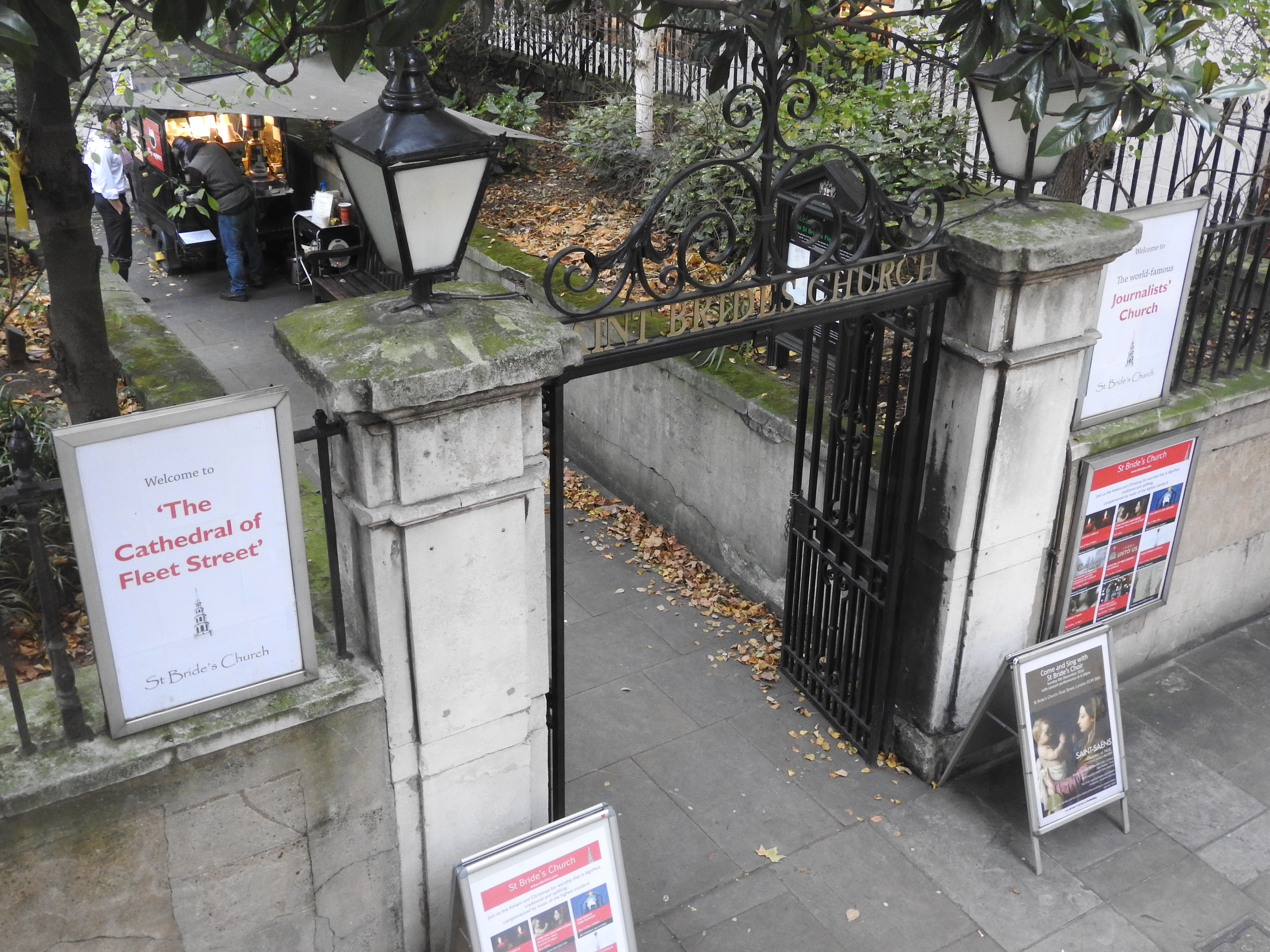
Santa Brígida, Mayday Rooms

Em meados do século XVII, ocorreu um desastre. Em 1665, a Grande Praga de Londres matou 238 paroquianos em uma única semana e, em 1666, no ano seguinte, a igreja foi completamente destruída durante o Grande Incêndio, que queimou grande parte da cidade. Após o incêndio, a antiga igreja foi substituída por um prédio totalmente novo, projetado por sir Christopher Wren, um de seus maiores e mais caros trabalhos, levando sete anos para ser construído.
A igreja foi reaberta em 19 de dezembro de 1675. A famosa torre foi adicionada mais tarde, entre 1701 e 1703. Originalmente media 234 pés, mas perdeu seus oito pés superiores para um relâmpago em 1764; foram comprados pelo então proprietário da Park Place, Berkshire, onde ainda reside. O projeto utiliza quatro estágios octogonais de altura decrescente, cobertos com um obelisco que termina em uma bola e catavento.
Enterrado na igreja está Robert Levet (Levett), um homem de Yorkshire que tornou-se um garçom parisiense, então um "praticante de medicina" que ministrava aos habitantes dos bairros mais caros de Londres. Tendo sido enganado em um casamento ruim, o infeliz foi absorvido pelo autor Samuel Johnson, que escreveu o poema "Sobre a morte do Sr. Robert Levet", elogiando seu bom amigo e inquilino de muitos anos. Também estão enterrados na igreja o organista e compositor Thomas Weelkes (d. 1623) e o poeta Richard Lovelace (d.1658), além do autor Samuel Richardson (d. 1761)
É dito que o bolo de casamento foi inventado em 1703 quando Thomas Rich, aprendiz de padeiro da Ludgate Hill, apaixonou-se pela filha de seu empregador e pediu que ela se casasse com ele. Ele queria fazer um bolo extravagante e inspirou-se no design da igreja.[carece de fontes?]

### Segunda Guerra Mundial
Na noite de 29 de dezembro de 1940, durante a Blitz do centro de Londres na Segunda Guerra Mundial, a igreja foi destruída por bombas de fogo lançadas pela Luftwaffe. Naquela noite, 1 500 incêndios foram iniciados, incluindo três grandes conflitos, levando a uma tempestade de fogo, um evento apelidado de Segundo Grande Incêndio de Londres, devido à enorme quantidade de danos causados. A própria Catedral de São Paulo foi salva apenas pela dedicação dos bombeiros da cidade, que mantiveram o fogo longe da catedral e pelos vigilantes voluntários da Vigília de São Paulo, que lutavam para impedir que as chamas das bombas no telhado se espalhassem. Após a guerra, a igreja foi reconstruída às custas dos proprietários de jornais e jornalistas.
Uma consequência feliz e não intencional do bombardeio foi a escavação das fundações saxônicas originais da igreja do século VI. Hoje, a cripta conhecida como Museu da Fleet Street é aberta ao público e contém várias relíquias antigas, incluindo moedas romanas e vitrais medievais. As escavações do pós-guerra também descobriram quase 230 caixões de chumbo com placas que datam dos séculos XVII, XVIII e início do XIX, repletas de ossos de paroquianos; causas de morte para a maioria delas foram encontradas pelo Museu de Londres.

## Era moderna

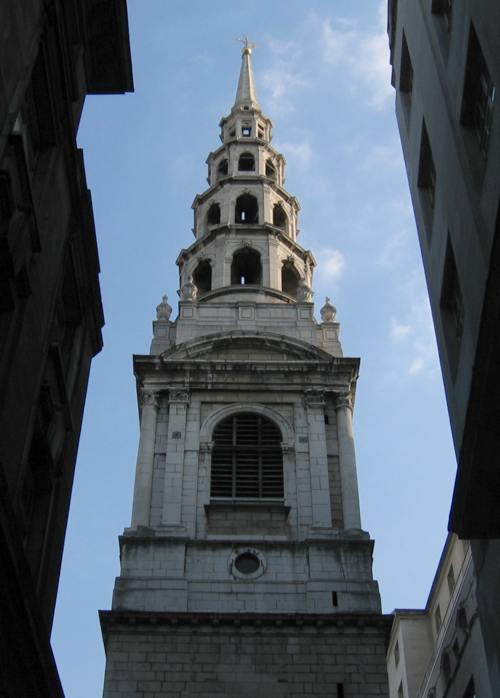
Exterior da Igreja de Santa Brígida na Fleet Street com o pináculo

A igreja foi designada como prédio listado como Grau I em 4 de janeiro de 1950.
Em setembro de 2007, o ex-reitor David Meara anunciou um apelo especial para arrecadar 3,5 milhões de libras esterlinas para preservar a herança única da igreja e em novembro, a rainha Elizabeth II foi convidada de honra em um culto para comemorar o quinquagésimo aniversário de restauração necessária após a Segunda Guerra Mundial.
Em março de 2012 o The Inspire! lançou um apelo para elevar pelo menos 2,5 milhões de libras necessárias para reparar as ruínas da famosa torre da igreja.
Em março de 2016, o casamento de Jerry Hall e Rupert Murdoch foi comemorado na igreja.

## Música

### Coro
O coro, na sua forma atual (12 cantores adultos - 4 sopranos, 2 altos, 3 tenores e 3 baixos), foi estabelecido a tempo do serviço de re-dedicação em 1957 e permanece mais ou menos nesse formato desde então. O coro canta em dois cultos todos os domingos ao longo do ano (reduzindo para 8 cantores em agosto) e também para vários cultos especiais. O diretor de música é Robert Jones e o diretor assistente de música é Matthew Morley.

#### Organistas
- Henry Lightindollar (1696–1702)
- John Weldon (1702–1736)
- Samuel Howard (1736–1782)
- Richard Huddleston Potter (1782–1821)
- George Mather (1821–1854)
- Mr. Reynolds (1854)
- Ernest Kiver (1882)
- John D. Codner (até 1888; posteriormente organista da Catedral de São David)
- Edmund Hart Turpin (1888–1907)
- Herbert Townsend 1909–ca. (1921)
- Gordon Reynolds (1952–1965)[18]
- Robert Langston (1972–1988)
- Robert Harre-Jones (1988)

### Sinos
A igreja é considerada o local da primeira campainha de doze toques (5060 Grandsire Cinques) e é considerada uma das primeiras torres que tinham um anel diatônico de doze sinos.
10 sinos foram projetados para o templo em 1710 por Abraham Rudhall, de Gloucester. Estes foram aumentados para doze em 1719 com a adição de dois agudos. Os quinto e sexto sinos foram reformulados por Samuel Knight, de Holborn, em 1736.
Todos os sinos foram destruídos em 29 de dezembro de 1940 durante a Blitz. Após a guerra, um único sino projetado pela John Taylor & Co foi colocado na torre, pendurado para tocar num círculo completo, mas nunca foi acompanhado por outros sinos. Durante a instalação, a igreja e a fundição fizeram questão de simpatizar com uma futura instalação de 12 sinos. Ele pesa 15 cem pesos na chave de fá sustenido e seria o 10º de um novo anel de 12 cem pesos em ré maior.

## Paroquianos notáveis
Santa Brígida teve vários paroquianos notáveis, incluindo John Milton, John Dryden e o diarista Samuel Pepys, que foi batizado na igreja. Pepys enterrou seu irmão Tom na igreja em 1664, mas a essa altura os cofres estavam tão superlotados que teve que subornar o coveiro para "juntar" os cadáveres para que tivesse espaço.

## Enterros notáveis no cemitério
- Richard Lovelace, poeta
- Denis Papin, pioneiro do motor a vapor
- Samuel Richardson, novelista
- Thomas Weelkes, compositor
- William Charles Wells, MD, médico

## Galeria

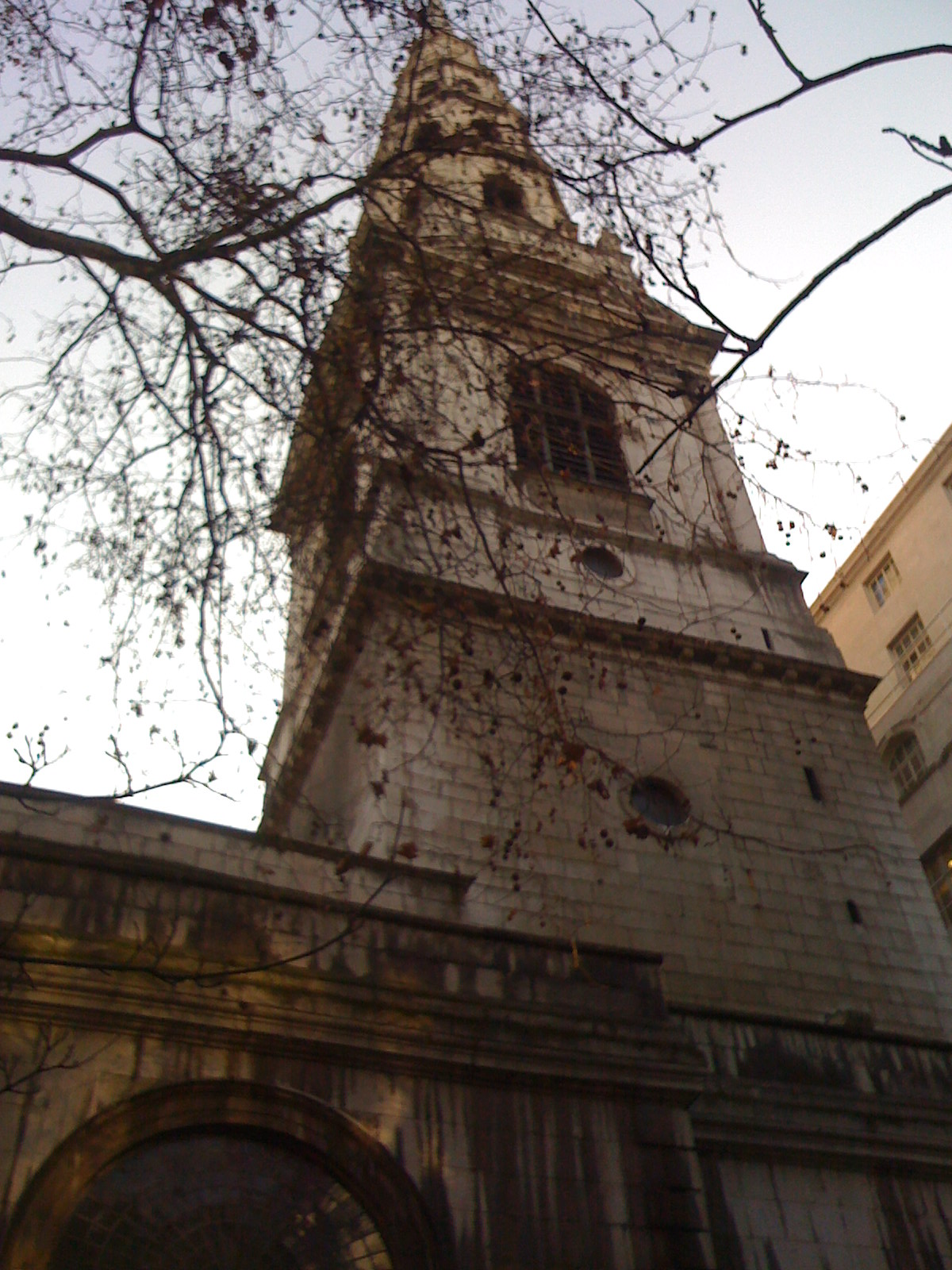
Pináculo da igreja em 2009
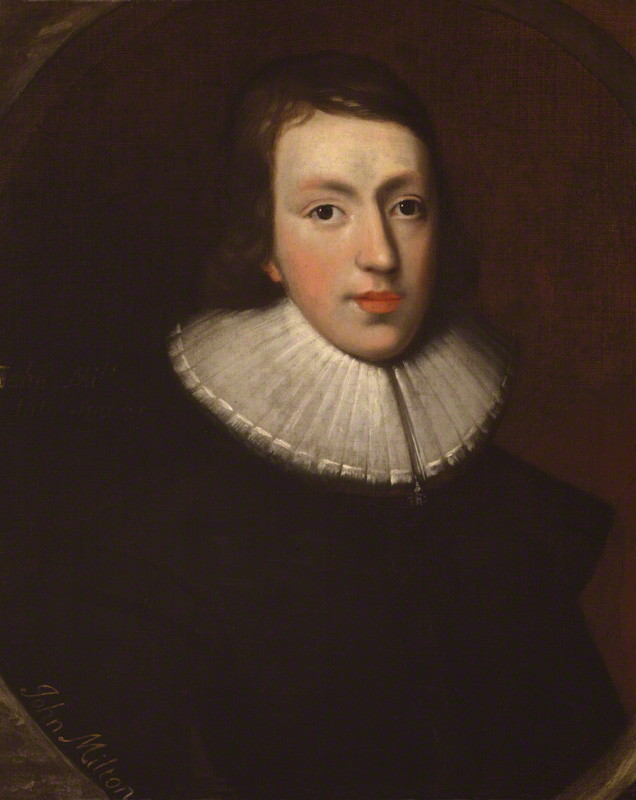
John Milton, paroquiano da igreja
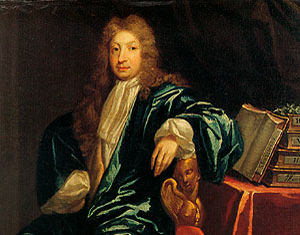
John Dryden, paroquiano de Santa Brígida
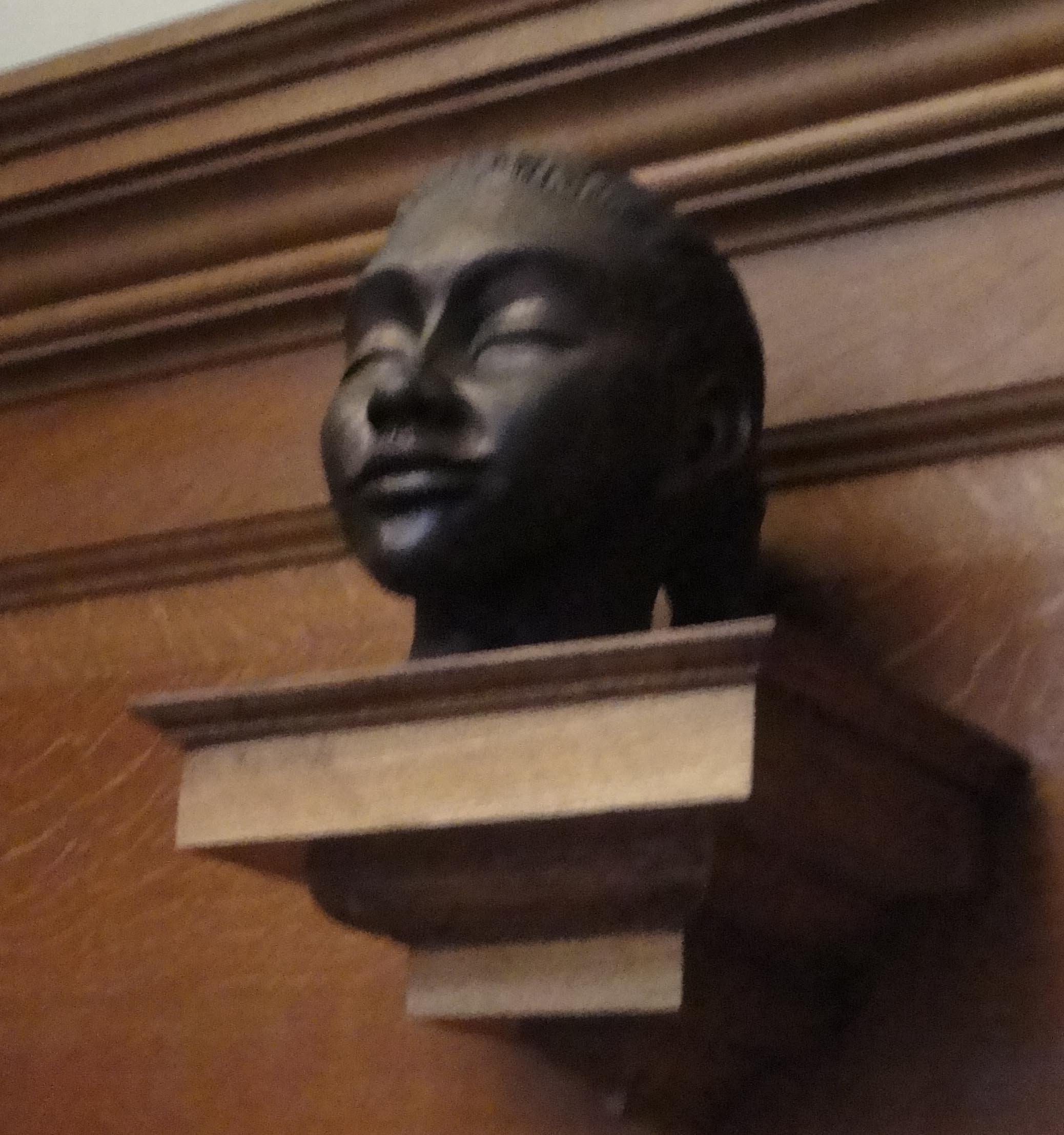
Memorial a Virginia Dare, primeira pessoa de pais ingleses nascida na América do Norte
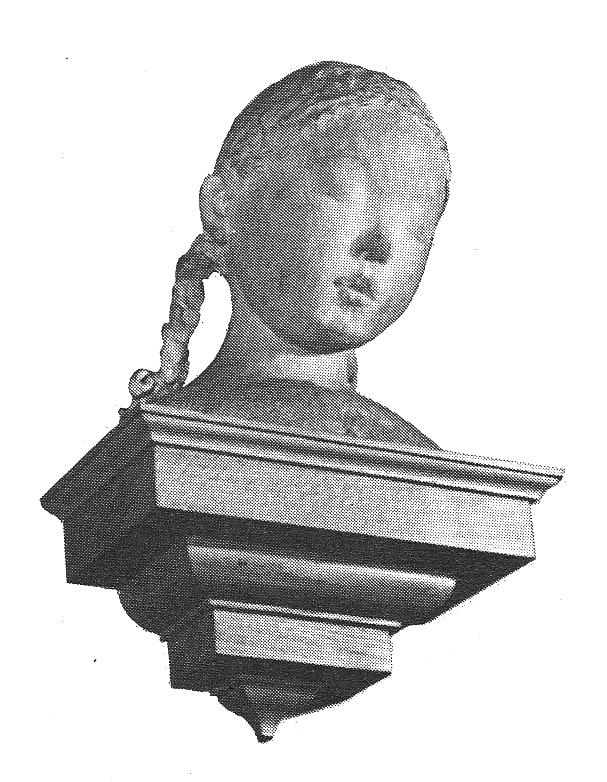
Escultura de mármore de Virginia Dare anteriormente na igreja, roubada em 1999
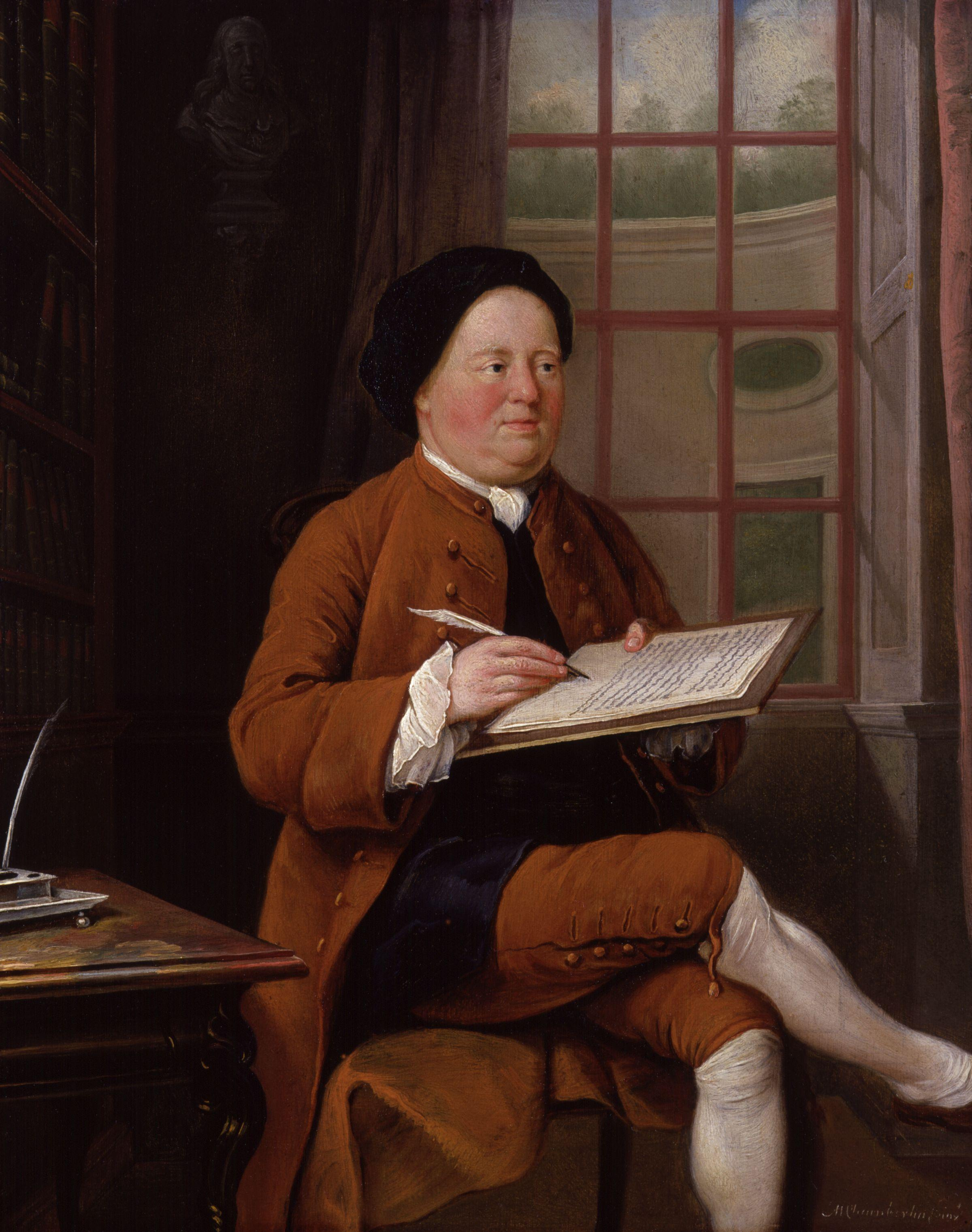
Samuel Richardson, enterrado em Santa Brígida